# Calciumfluorid
Calciumfluorid er den uorganiske forbindelse med den kemiske formel CaF2. Det er et hvidt, uopløseligt faststof. Det forekommer som mineralet fluorit (også kaldet flusspat), som ofte er dybt farvet pga. urenheder.  
CaF2 klassificeres som "ikke farligt", omend det kan producere giftig flussyre hvis det reagerer med svovlsyre.